# هيرتسوغ ودي مورون

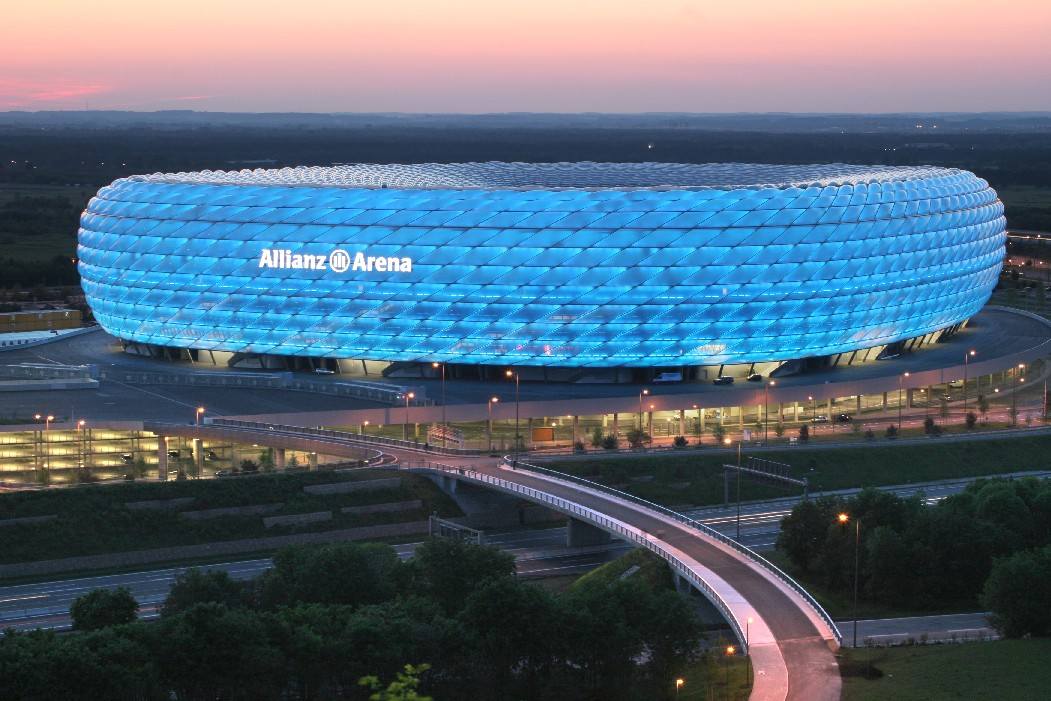
أليانز أرينا، أحد أعمال هيرتسوغ ودي مورون.

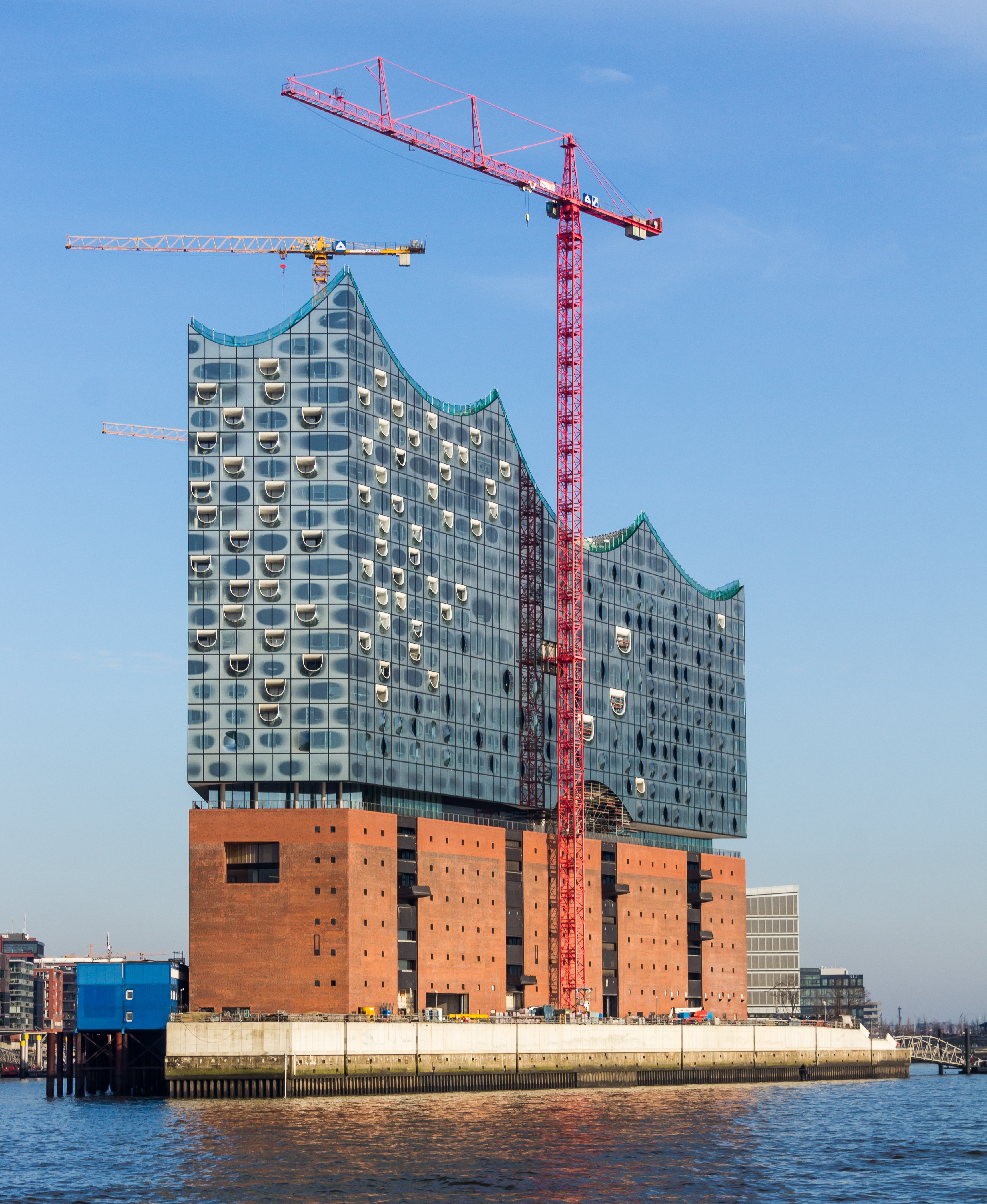
دار أوكسترا إلبه، هافن سيتي هامبورغ (2007-2016).

(بالإنجليزية: Herzog & de Meuron)‏ من أشهر مكاتب العمارة في سويسرا تم إنشاؤه عام 1978 وهو مؤسس من جاك هيرتسوغ (بالإنجليزية: Jacques Herzog)‏ وبيير دي مورون (بالإنجليزية: Pierre de Meuron)‏ وكلاهما من مواليد 1950.